# Виллизау
Виллизау (нем. Willisau) — населённый пункт и коммуна в Швейцарии, находится в кантоне Люцерн.
Официальный код — 1151.
В Виллизау родился известный швейцарский тенор — Урс Бюлер, солист группы Il Divo.

## История
В 1803 году коммуна Виллизау была разделена на Виллизау-Ланд и Виллизау-Штадт. 1 января 2006 года 2 коммуны снова были объединены в единую коммуну Виллизау.
На 31 декабря 2006 года население составляло 7137 человек.
До 2012 года Виллизау была центром управленческого округа Виллизау. 1 января 2013 года все управленческие округа кантона Люцерн были упразднены. Был создан избирательный округа Виллизау, в который вошла в том числе коммуна Виллизау.
1 января 2021 года в состав коммуны Виллизау вошла бывшая коммуна Геттнау.